# Najnowsza podróż po Danii, Norwegii i Szwecji
Najnowsza podróż po Danii, Norwegii i Szwecji – pamiętnik z podróży podpisany nazwiskiem Teodora Tripplina, wydany w 1861 roku. 
Tekst przedstawia zdarzenia z podróży po Skandynawii i zwykłą codzienność. Wyprawa to podróż polskiego skrzypka z zamiarem wykonania kilku koncertów. Alternatywny tytuł to Najnowsza podróż po Danii, Norwegii i Szwecji odbyta w roku 1855 przez skrzypka polskiego, opisana przez dra T. Tripplina. Utwór stylizowany jest na pamiętnik. Autor dokładnie opisuje odwiedzane tereny i ludzi, przedstawia panoramę środowiska Skandynawii. Wplata także w utwór wydarzenia z przeszłości. 
Niektórzy zarzucali Tripplinowi plagiat. Te zarzuty zmusiły go do opuszczenia kraju. Tekst został wydany później jeszcze raz, gdy Tripplina nie było w Polsce, ale już bez nazwiska autora. 
Temat plagiatu poruszyła w jednym z artykułów Maria Konopnicka. Jej wypowiedź przypomniał Jacek Kolbuszewski: 

Przytaczała ona historię jakiegoś emigranta, którego nazwiska nie podała (…), który w r. 1857 powrócił do kraju w całkowitej nędzy i zbliżywszy się do Tripplina, wykorzystał jego dobroć i naiwność, podsuwając mu manuskrypt rzekomo własnego dzieła, pod którym Tripplin lekkomyślnie położył podpis i sprzedał następnie wydawcy, oddając pieniądze biednemu – rzeczywistemu sprawcy plagiatu.

Tripplin był jednak w Skandynawii i każde z opisanych miejsc widział na własne oczy.